# Allen (Dorset)
Pour les articles homonymes, voir Allen.
La Allen est une rivière du Dorset, dans le sud-ouest de l'Angleterre. Longue de 23 km, c'est un affluent de la Stour. Elle traverse les villages de Wimborne St Giles, Witchampton et Hinton Parva avant de se jeter dans la Stour dans la ville de Wimborne Minster.